# 고려중앙학원
학교법인 고려중앙학원(學校法人 高麗中央學院)은 대한민국의 학교법인으로 고려대학교와 중앙중·고등학교를 운영하는 법인이다.

## 개요
1929년에 김기중, 김경중, 박용희, 장현식, 김성수, 김연수, 김재수 7인이 재단법인 중앙학원을 설립하였다. 이용익이 설립한 보성전문학교는 손병희의 천도교 측에서 운영하다가 1921년 김기태, 최준, 김원배, 박인호, 김병로, 김성수 등에 의해 재단이 설립되었고, 1932년 김성수의 중앙학원이 재단법인 보성전문학교를 흡수 합병하고 보성전문학교를 운영하였다. 본래 보성전문학교 산하였던 보성중고교는 보성전문학교 재단이 중앙학원으로 인수되기 전인 1924년 조선불교중앙교무원으로 넘어가 지금은 학교법인 동성학원에서 운영하고 있다.      
1964년 재단법인 중앙학원을 학교법인 고려중앙학원으로 변경하였다.    

## 역대 이사장
| 대수      | 성명   | 임기                            |
| --------- | ------ | ------------------------------- |
| 주무이사  | 김성수 | 1929년 2월 19일~1955년 2월 18일 |
| 제1~4대   | 이활   | 1955년 3월 28일~1982년 10월 6일 |
| 제5~6대   | 김상만 | 1982년 11월 6일~1994년 1월 26일 |
| 직무대리  | 김용식 | 1994년 2월 15일~1994년 3월 30일 |
| 제9대     | 김용식 | 1994년 3월 31일~1995년 3월 31일 |
| 직무대리  | 채문식 | 1995년 4월 28일~1995년 6월 11일 |
| 제10대    | 채문식 | 1995년 6월 12일~1999년 3월 4일  |
| 제11~12대 | 김병관 | 1999년 3월 5일~2005년 6월 15일  |
| 제13대    | 현승종 | 2005년 9월 1일~2009년 7월 6일   |
| 제14~15대 | 김정배 | 2009년 7월 7일~2012년 4월 30일  |
| 제16~19대 | 김재호 | 2012년 5월 24일~                |